# Jonathan Kuck
Jonathan Kuck (n. 14 martie 1990, Urbana, Illinois, SUA) este un patinator de viteză ce a reprezentat Statele Unite ale Americii, medaliat olimpic. A participat la 2 ediții ale Jocurilor Olimpice (2010, 2014) în care a câștigat o medalie de argint.